# Star Trek 2 : La Colère de Khan
Pour les articles homonymes, voir Star Trek (homonymie).
Série Star Trek
Star Trek, le film
(1979) Star Trek 3 : À la recherche de Spock
(1984)
Pour plus de détails, voir Fiche technique et Distribution.
Star Trek 2 : La Colère de Khan (Star Trek II: The Wrath of Khan) est un film américain de science-fiction réalisé par Nicholas Meyer et sorti en 1982. 
Il s'agit du deuxième opus d'une série de films entamée avec Star Trek, le film et continuant avec Star Trek 3 : À la recherche de Spock. Le nom de « Khan » évoqué dans le titre fait référence à un personnage déjà croisé dans l'épisode 22 de la saison 1 de la série initiale, épisode intitulé Les Derniers Tyrans.
En France, le film est diffusé le 5 septembre 1988 sur La Cinq.
En 2024, il est sélectionné par le National Film Registry pour conservation à la bibliothèque du Congrès des États-Unis, en raison de son « importance culturelle, historique ou esthétique ».

## Synopsis
En 2285, l’USS Enterprise reçoit un appel de détresse venant d'un vaisseau terrien, le Kobayashi Maru, provenant de l'intérieur de la zone neutre. Le commandant de l’Enterprise, le lieutenant Saavik, décide d'enfreindre le traité de paix avec les Klingons pour sauver l'équipage en péril. Il s'avère que l'appel de détresse était un piège, et des vaisseaux de guerre klingons attaquent l’Enterprise et finissent par le détruire.
Tout ceci n'était qu'une simulation, destinée à évaluer les capacités de commandement de Saavik, officier subalterne tout frais émoulu de l'académie de Starfleet, dans la gestion d'une situation désespérée. L'évaluateur n'est autre que l'amiral James T. Kirk, seul officier à avoir réussi ce même test voué à l'échec. Plus tard, le Dr McCoy rejoint Kirk pour son anniversaire. Voyant Kirk décontenancé, le médecin lui conseille de commander un astronef à nouveau pour ne pas vieillir derrière un bureau.
À des années-lumière de là, l'USS Reliant patrouille à la recherche d'une planète qui servira à l'emplacement test d'une nouvelle forme de terraformation. Le commandant en second, le commandeur Pavel Chekov, se téléporte avec son supérieur, le capitaine Clark Terrell sur la surface de Ceti Alpha VI, une planète potentielle où ils ont découvert une embarrassante trace de vie. Il s'avère que cette planète est en réalité Ceti Alpha V, Ceti Alpha VI ayant explosé, déplacé l'orbite de cette dernière et détruit son écosystème, et que cette trace de vie est un ancien équipage humain, abandonné sur la planète par le capitaine Kirk (lors du 22e épisode de la 1re saison de la série originelle nommé « Les Derniers Tyrans »). Le chef est Khan Noonien Singh, enfant de l'eugénisme de la fin du XXe siècle. Il ne cherche que vengeance envers Kirk qui a déjoué ses plans, et soumet Chekov et Terrell à l'aide d'un parasite qu'il fait pénétrer dans leur cerveau. Maître du Reliant où il installe ses hommes avec Terrell et Chekov, sans que Starfleet n'en sache rien, il se dirige vers la station scientifique Regula 1 pour s'emparer du système de terraformation, le projet Genesis.
Peu avant, la dirigeante de la station, Carol Marcus, lance un appel inquiet à James Kirk, son ancien compagnon et père de son fils car elle a reçu un appel de Chekov (sous influence de Khan) invoquant Kirk pour s'emparer de Genesis. Kirk est alors en voyage d’entraînement de trois semaines sur l’Enterprise (commandé par le capitaine Spock), qui est devenu le navire-école de Starfleet. Avec la permission de Spock, Kirk prend le commandement de l’Enterprise et se dirige vers Regula 1, inquiet pour Carol. Étudiant son projet, il découvre que Genesis est une torpille qui, une fois lancée sur une planète, détruit tout ce qui existe pour élaborer une nouvelle matrice, qui crée une toute nouvelle planète dotée d'une grande diversité biologique en quelques jours.
Khan l'intercepte en chemin, et profite de l'apparence amicale de son astronef pour mettre hors d'action une grande part des systèmes énergétiques de l’Enterprise avant d'obliger Kirk à se rendre. L'amiral refuse en lui-même l'échec et trouve une parade : l'ordinateur de l’Enterprise dispose du code préfixe des boucliers du Reliant. Sans que les hommes de Khan puissent y faire quelque chose, les boucliers du Reliant sont abaissés et l’Enterprise fait feu avec l'énergie de secours.
Le Reliant sévèrement touché se dégage, remettant l'affrontement à plus tard. L’Enterprise, mal en point, décide néanmoins d'aller jusqu'au planétoïde de Regula. Kirk, Saavik et le Dr McCoy découvrent une station spatiale quasiment vide, quelques cadavres jonchant le sol. Les seuls survivants sont Chekov et Terrell, abandonnés par Khan. Une rapide enquête permet à Kirk de trouver où sont passés les scientifiques manquants : le téléporteur de la station les a emmenés au cœur de Regula. Il décide avec son groupe de s'y rendre et découvre la réalisation d'une étape de Genesis : toute une immense caverne foisonnante de vie végétale, bâtie en un seul jour. Ils y découvrent également Carol Marcus et son fils David. Là, Terrell et Chekov mettent en joue le groupe et Terrell tue un des scientifiques. Depuis le Reliant, Khan ordonne la mise à mort de Kirk, mais Terrell préfère se suicider. Quant à Chekov, il est accablé de douleur quand son parasite s'évade de son corps ; ce dernier est éliminé par Kirk. Khan téléporte sur le Reliant la torpille Genesis et abandonne Kirk dans la caverne pensant détruire immédiatement l’Enterprise.
Mais Khan a été dupé par Kirk sur la durée des réparations de l’Enterprise quand il écoutait ses conversations et ne trouve pas l'astronef caché de l'autre côté du planétoïde. Kirk reprend le commandement et décide d'affronter le Reliant. Pour compenser l'infériorité de l’Enterprise face à un vaisseau quasiment intact, il décide de plonger dans la nébuleuse de Mutara, où boucliers et systèmes tactiques sont inopérants. S'engage alors un combat en aveugle, entre la solide connaissance des combats spatiaux de Kirk et l'intelligence eugénique de Khan.
Kirk finit par l'emporter grâce à une tactique exploitant l'ensemble du champ de bataille (en trois dimensions, contrairement à Khan qui ne pense pas que l’Enterprise ait pu l'esquiver en plongeant sous son astronef). Avec son équipage tué, Khan, cherchant la vengeance jusqu'à son dernier souffle, actionne le compte à rebours de la torpille Genesis. L’Enterprise, privée de propulsion superluminique, est sur le point d'être anéantie. Spock, faisant appel à sa logique vulcaine (« Ce qui est utile à beaucoup l'emporte sur les désirs du petit nombre ou d'un seul. ») décide de se sacrifier en réparant la propulsion à la racine du mal, s'exposant à des radiations mortelles.
L’Enterprise se sauve in extremis du piège de Khan, qui meurt seul. L'explosion de la torpille Genesis provoque la reconstitution du gaz contenu dans la nébuleuse en une nouvelle planète. Après avoir été alerté par McCoy, Kirk arrive dans la salle des machines. Avant de mourir d'une intoxication par les radiations, Spock demande à Kirk de ne pas faire de deuil, car sa décision de se sacrifier pour sauver l'équipage du navire est une décision logique. Des funérailles spatiales en son honneur ont lieu dans l’Enterprise et une torpille contenant le corps de Spock est envoyée sur la planète Genesis qui vient d'être créée.

## Fiche technique
- Titre original : Star Trek II: The Wrath of Khan
- Titre français : Star Trek 2 : La Colère de Khan
- Réalisation : Nicholas Meyer
- Scénario : Jack B. Sowards et Nicholas Meyer (non crédité), d'après une histoire de Harve Bennett et Samuel A. Peeples (non crédité)
- Photographie : Gayne Rescher (en)
- Décors : Joseph R. Jennings
- Costumes : Robert Fletcher
- Montage : William P. Dornisch
- Musique : James Horner
- Producteur : Robert Sallin
- Société de production : Paramount Pictures
- Distribution : Paramount Pictures
- Format : Couleurs - 35 mm - 2,35:1 (Format 16/9)
- Pays d'origine :  États-Unis
- Langue originale : anglais
- Budget : 11 200 000 USD[1]
- Genre : science-fiction
- Durée : 113 minutes / 116 minutes (Director’s cut)
- Dates de sortie[2] :
  - États-Unis : 4 juin 1982
  - France : 20 octobre 1982

## Distribution
- William Shatner (VF : Sady Rebbot) : l'amiral James Tiberius Kirk
- Leonard Nimoy (VF : Robert Party) : le capitaine Spock
- DeForest Kelley (VF : François Marié) : Dr Leonard « Bones » McCoy
- James Doohan (VF : Georges Aubert) : Commandeur Montgomery Scott
- Walter Koenig (VF : Vincent Violette) : le commandeur Pavel Chekov
- George Takei (VF : Tola Koukoui) : le commandeur Hikaru Sulu
- Nichelle Nichols (VF : Jane Val) : le commandeur Nyota Uhura
- Ricardo Montalbán (VF : François Chaumette) : Khan Noonien Singh
- Bibi Besch (VF : Denise Metmer) : Dr Carol Marcus
- Merritt Butrick (VF : Jean-Pierre Leroux) : DrDavid Marcus
- Kirstie Alley (VF : Sylvie Feit) : le lieutenant Saavik
- Paul Winfield (VF : Marc de Georgi) : le capitaine Clark Terrell
- Paul Kent (VF : Claude Joseph) : Monsieur Beach
- Ike Eisenmann (VF : François Leccia) : l'élève-officier Peter Preston
- John Vargas (VF : Roger Crouzet) : Jedda
- Judson Scott[en] (VF : Richard Darbois) : Joachim, bras droit de Khan

## Production

### Genèse et développement

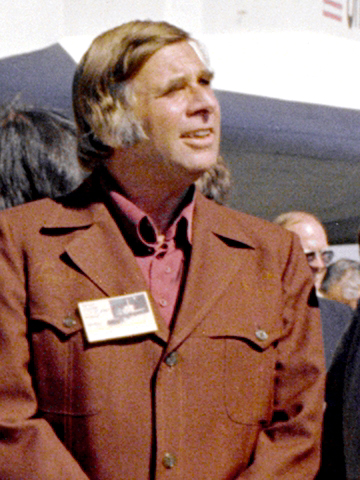
Gene Roddenberry fut évincé de son rôle de production à la suite des froideurs des critiques sur le premier film.

Après la sortie de Star Trek, le film (1979), le créateur de la série originale Gene Roddenberry écrit lui-même une ébauche de scénario pour cette suite, alors prévue pour être un téléfilm. Dans son histoire, l'équipage de l’Enterprise doit voyager dans le temps pour réparer la ligne temporelle perturbée par des Klingons voulant empêcher l'assassinat de John F. Kennedy,. Mais les cadres de Paramount Pictures rejettent ses idées, en appuyant ce refus sur le budget énorme du premier film pour lequel Gene Roddenberry n'avait pas arrêté de demander des réécritures. Gene Roddenberry est donc évincé du processus de production pour ne se voir attribuer que le titre symbolique de « conseiller exécutif »,[réf. à confirmer]. Les exécutifs de la Paramount (parmi lesquels se trouvaient Jeffrey Katzenberg et Michael Eisner) engagent alors le producteur Harve Bennett pour produire ce 2e volet. Il avouera plus tard qu'il avait trouvé le premier film « vraiment ennuyeux ». Après qu'il a accepté le poste, Charles Bluhdorn lui demande franchement « Can you make it for less than forty-five-fucking-million-dollars? » (« Pouvez-vous le faire pour moins de 45 putain de millions de dollars » – en référence au budget du premier film) : Harve Bennett répond que là d'où il vient, il peut faire 5 films avec cette somme.
Harve Bennett se rend compte ensuite que sa tâche ne va pas être si facile, notamment parce qu'il n'a vu aucun épisode de la série originale. Après une immersion dans l'univers Star Trek lors de laquelle il avoue avoir visionné toute la série télévisée en une semaine, il est convaincu que le premier film manquait cruellement d'un méchant. Après avoir vu l'épisode Les Derniers Tyrans (VO Space Seed, saison 1, épisode 22), il estime que Khan Noonien Singh ferait un excellent antagoniste pour le film. Harve Bennett rédige donc un premier traitement en novembre 1980. Dans cette histoire intitulée The War of the Generations (« la Guerre des générations »), Kirk enquête sur une rébellion dans un monde éloigné et découvre que son fils est le chef des rebelles. Khan est cependant le cerveau qui orchestre le tout. Kirk se joint alors à son fils pour l'affronter. Harve Bennett charge ensuite Jack B. Sowards, fan de Star Trek, de mettre tout cela en ordre et sous forme de scénario. Le scénariste s'attèle à la tâche et écrit un premier script avant une grève des scénaristes en 1981. Il s'intitule The Omega Syndrome et implique le vol de l'arme de la Fédération, l’Omega system. Cette idée est vite abandonnée, au profit de celle de la terraformation, suggérée par l'illustrateur et directeur artistique Michael Minor. Le lendemain, durant une réunion, Harve Bennett félicite fortement Michael Minor en disant qu'il a sauvé Star Trek. En référence au symbole biblique de l'arme, Jack B. Sowards renomme l’Omega system en Genesis (la « genèse »).
En avril 1981, Jack B. Sowards livre un nouveau script dans lequel la mort de Spock est décalée à la fin, à la suite de critiques de fans après que le scénario ait fuité. La mort de Spock devait à l'origine survenir dans le premier acte, ce que Harve Bennett comparait à la mort du personnage incarné par Janet Leigh dans Psychose (1960) d'Alfred Hitchcock. Cette version contenait un face à face de 12 pages entre Kirk et Khan. Jack B. Sowards introduit par ailleurs un personnage masculin nommé Wicks, puis Dr Savik, censé remplacer Spock. Alors que la préproduction du film commence, Samuel A. Peeples (auteur de l'épisode Où l'homme dépasse l'homme, 1966) est invité à proposer encore un autre scénario. Il propose surtout de remplacer Khan et sa femme par deux méchants, Sojin et Moray, si puissants qu'ils détruisent par erreur la Terre. Son script, “pillage” de l'épisode qu'il a écrit, est jugé inapproprié par les producteurs. Toutefois, ce scénario est le premier à transformer Saavik en femme.
Alors que la préproduction des trucages doit débuter, le scénario n'est toujours pas mis au point. Pendant ce temps, Karen Moore de la Paramount suggère à Harve Bennett le nom de Nicholas Meyer pour le poste de réalisateur. Tout comme Harve Bennett, Nicholas Meyer n'avait alors vu aucun épisode de la série télévisée. Une fois le visionnage fait, il se croyait aussi en mesure de résoudre les problèmes de scénario. Il a l'idée de procéder à une liste de chaque élément des versions précédentes qu'il faut absolument conserver,. Pour compenser l'attente des fans de la mort de Spock, il décide que le personnage meurt dès le début dans le Kobayashi Maru,. Alors que la société d'effets spéciaux demande un script dans 12 jours, Nicholas Meyer le réécrit sans demander le crédit supplémentaire de scénariste, à la surprise générale.
Nicholas Meyer décrit son script comme « une aventure d'Horatio Hornblower dans l'espace » où la mer est remplacée par le vide sidéral,. Sallin se dit alors impressionné par la vision de Meyer du film : « Ses idées ont apporté une dimension qui dépassait le matériel sur lequel on était censé travailler ». À l'opposé, Gene Roddenberry dira avoir détesté ce côté naval et notamment l'impression que Khan ressemble au capitaine Achab de Moby Dick, mais son opinion sera ignorée par l'équipe créative.
À l'origine, le titre devait s'appeler The Undiscovered Country (« la contrée inconnue ») puis The Vengeance of Khan (« La vengeance de Khan ») mais la Paramount changera le titre du film, afin qu'il ne porte pas confusion avec le prochain film de la franchise de Star Wars, alors intitulé provisoirement Revenge of the Jedi (« La revanche du Jedi ») avant que celui-ci ne trouve son titre final de Le Retour du Jedi.

### Préproduction
Tout en restant dans le budget, Nichilas Meyer tente de changer l'aspect visuel de Star Trek pour qu'il colle à l'atmosphère nautique qu'il souhaitait. Par exemple, l’Enterprise se voit doter d'une cloche de navire, d'un sifflet de manœuvre et d'un effet de signal par lumière alternative. Un panneau « interdiction de fumer » avait été ajouté car pour le réalisateur « l'humanité fume depuis 400 ans, je ne vois pas pourquoi elle s'arrêterait dans les deux cents prochaines » mais celui-ci est finalement supprimé.
Afin de faire des économies, le designer Joseph Jennings réutilise de nombreux éléments construits par Star Trek : Le film et près de 65% du film est tourné dans le seul décor du pont de l’Enterprise, redécoré pour servir de pont au Reliant et de simulateur dans la séquence d'introduction. Concernant le pont du Reliant, certains panneaux de l’Enterprise sont inversés horizontalement afin que les deux lieux se ressemblent moins. Le pont de vaisseau Klingon du précédent film est redécoré de sorte à devenir la salle de transport du Regula I et la baie de torpillage de l’Enterprise. De plus, des maquettes et des plans du précédent film sont réutilisés, comme le plan de l’Enterprise aux docks. Les miniatures des vaisseaux sont utilisées autant que possible ou modifiées, à l'image de la station orbitale du premier film qui devint la station spatiale de Regula I. De plus, des éléments issus de la série annulée Star Trek : Phase II et non utilisés, comme des cloisons ou des rampes, sont recyclés.
Il est demandé au créateur des costumes, Robert Fletcher, de changer le design des costumes déjà existants afin d'en faire de nouveaux. Il décide de s'intéresser à l'idée de couleurs corrompues, utilisant des matériaux dont la couleur avait été altérée. L'idée étant de marquer le passage du temps. Nicholas Meyer détestait les uniformes de Starfleet utilisés dans la série ou dans le film précédent, mais changer la garde robe aurait été trop onéreux pour le budget du film. Il est donc décidé de délaver les vieux uniformes pour leur donner un contraste plus réel, et de garder les uniformes rouge foncé afin qu'ils se détachent. Il est aussi décidé de les changer afin d'en donner un côté plus naval. Ces uniformes seront utilisés dans les films suivants jusqu'au film de 1996, Star Trek : Premier Contact.
Pour Khan et ses adeptes, Fletcher voulait créer un contraste avec ceux propres et organisés de Starfleet, l'idée étant que les costumes des exilés étaient faits avec un peu tout ce qu'ils trouvaient. Fletcher dire son « intention avec Khan était d'exprimer le fait qu'il avait été déposé sur une planète n'ayant aucune infrastructure pratique, ils devaient donc utiliser le matériel disponible sur leur vaisseau spatial ». Le costume de Khan est créé de manière ouverte qui laisse voir la musculature de Ricardo Montalban. Fletcher a aussi créé les costumes des scientifiques du Regula I, ainsi que les vêtements civils portés par McCoy et Kirk.

### Attribution des rôles
Leonard Nimoy souhaitait quitter le rôle de Spock depuis des années et n'avait joué dans le film précédent que sur insistance des producteurs. Il accepte de revenir à condition que son personnage quitte la licence de façon héroïque. De manière similaire, George Takei ne souhaitait pas reprendre son rôle d'Hikaru Sulu mais se laisse persuader par William Shatner.
Le réalisateur Nicholas Meyer souhaite Kim Cattrall pour incarner Saavik[réf. à confirmer]. Elle incarnera finalement un autre personnage dans Star Trek 6 : Terre inconnue. L'idée originale étant que Saavik devait rester dans les films suivants et tenir le même rôle que celui de Spock dans la série. Bibi Besch est choisie dans le rôle de Carol Marcus car elle ressemblait aux femmes courtisées par Kirk dans la série tout en ayant l'aspect d'une scientifique. Le fait que Merritt Butrick (en) ait à la fois les cheveux blonds comme Bibi Besch et les cheveux frisés comme William Shatner l'aide à être choisi pour le rôle de David Marcus.
Walter Koenig trouvait étrange, quant à lui, que Khan reconnaisse son personnage, celui-ci n'ayant pas joué dans l'épisode Les Derniers Tyrans. Il ironisera longtemps auprès des fans, racontant que Chekov et Khan se sont croisés dans les toilettes de l'Enterprise et que Khan lui en veut car Chekov avait utilisé la seule cabine disponible. La novélisation du film permet de réparer cette erreur en rajoutant un flashback dans laquelle les deux personnages se rencontrent. Si l'acteur Ricardo Montalbán revient pour le rôle de Khan, l'actrice Madlyn Rhue, qui jouait sa compagne Marla McGivers à la fin de l'épisode Les Derniers Tyrans, était atteinte d'une sclérose en plaques qui l'obligeait à ne plus se déplacer qu'en fauteuil roulant. Il est donc décidé de ne pas faire apparaître le personnage et de considérer qu'elle est morte à cause des conditions de vie difficiles de la planète, ce qui donnait une raison de plus à Khan d'en vouloir à Kirk.

### Tournage
Le tournage a lieu de novembre 1981 à fin janvier 1982,, principalement aux Paramount Studios. Si le film était plus orienté vers les scènes d'action que son prédécesseur, il coûta bien moins cher à produire. Le projet fut supervisé par la division "télévision" de la Paramount. Initialement fixé à 8,5 millions de dollars, le budget du film est rallongé à 12 millions lorsque les producteurs sont impressionnés par les premiers retours du tournage. De plus, Meyers utilise de nombreux effets afin d'économiser : ainsi une scène se déroulant à l'Académie de Starfleet utilise une perspective forcée pour donner l'impression que le décor est plus grand, de nombreux ordinateurs en arrière plan sont loués au lieu d'être achetés et certains accessoires du film précédent sont modifiés afin de paraître pour du matériel neuf. Lors des scènes, des téléviseurs sont modifiés afin que leur taux de rafraîchissement ne cause pas d'interférences visibles à la caméra.
La maquette de l'Enterprise est modifiée afin d'ajouter des extérieurs brillants pour les plans plus rapprochés. Il fallait toutefois huit personnes pour manœuvrer la maquette sur fond bleu, tandis que celle du Reliant était bien plus légère et attachée par un câblage bien moins complexe. La même caméra utilisée pour tourner La Guerre des Étoiles, la Dykstraflex, est utilisée pour filmer les scènes spatiales.
La surface de Ceti Alpha V est simulée dans les studios de la Paramount après avoir été hissée au-dessus du sol et recouverte de sable coloré et de poudre. Les tempêtes de sable sont reconstituées grâce à l'utilisation de ventilateurs industriels. Toutefois, le tournage est compliqué pour les acteurs et l'équipe technique, dont certains devaient porter des bottes et des masques afin de se protéger des projections de sable. Walter Koenig et Paul Winfield devaient jouer dans des combinaisons en spandex dans lesquelles ils avaient du mal à respirer.
William Shatner et Ricardo Montalbán ne se croisent jamais durant le tournage, les scènes de confrontations entre leurs deux personnages ayant lieu via écrans interposés et ayant été filmées à plusieurs mois d'intervalle, car Ricardo Montalbán était à l'époque du tournage occupé sur la série télévisée L'Île fantastique. L'acteur se dira heureux d'avoir été rappelé pour ce rôle, qu'il considère comme l'un des points forts de sa carrière.
La mort de Spock est tournée en trois jours, et aucun visiteur n'est accepté sur le plateau de tournage afin que la surprise ne fuite pas. Durant le tournage, Leonard Nimoy se ravise quant au caractère définitif de la mort de son personnage et souhaita qu'une porte de sortie soit rendue possible. Une séquence dans laquelle Spock insère des souvenirs dans la tête de McCoy est tournée sans que quiconque ne sache où celle-ci allait mener. DeForrest Kelley trouvait que dire la célèbre phrase « il est mort, Jim » lors de la mort de Spock briserait la solennité du moment. C'est James Doohan qui insiste pour que ce soit son personnage qui prononce la phrase « il est déjà mort » auprès de Kirk afin de préserver la tension de la scène. Le fait que Scotty joue Amazing Grace à la cornemuse est suggéré par James Doohan.
Malgré les précautions, la mort de Spock dans ce film a été révélée. Une campagne des fans de la série, les Trekkies, s'organise avec notamment des lettres de protestations ou des publicités dans la presse pour que la Paramount change le scénario. Leonard Nimoy reçoit même des menaces de mort,. De plus, l'audience test réagit assez mal à la mort du personnage. Afin d'alléger le ton, une scène montrant le cercueil de Spock à la surface de la planète, filmée dans le Golden Gate Park de San Francisco et un monologue énoncé par Nimoy est ajouté, malgré les objections de Meyer. Une campagne de presse est organisée sur la possibilité que le personnage puisse revenir dans un troisième film, et ce, avant même la sortie du film.

### Postproduction
Les effets spéciaux sont réalisés avec un délai assez restreint pour l'époque. Il est demandé au superviseur des effets spéciaux, Jim Veilleux, de ne pas partir dans des effets trop ambitieux, ce qui avait augmenté les coûts de Star Trek : Le Film. Chaque effet ainsi que sa durée sont ici soigneusement listés. Le tournage de ceux-ci prend cinq mois. Industrial Light & Magic (ILM) est chargé de créer des nouvelles maquettes : ainsi, le Reliant est le premier vaisseau de la fédération à ne pas être identique à l'Enterprise, afin que les spectateurs puissent les distinguer lors des scènes de batailles spatiales. De plus, ILM développe une technique à base d'incrustation qui permet de créer l'illusion que les vaisseaux étaient endommagés sans briser concrètement les maquettes.
L'effet de nébuleuse est créé en injectant un ruban de latex et une mixture composée d'ammoniaque à l'intérieur d'un réservoir rempli de fumée et d'eau salée. Le tout est tourné à deux images par seconde afin de donner l'illusion d'un mouvement rapide. La couleur de la nébuleuse est produite en éclairant le réservoir avec des ampoules colorées. Le tout est réincrusté sur les plans de maquettes. La destruction de la nacelle du Reliant est obtenue en superposant des plans du vaisseau sur des plans d'explosion de véhicules.
La scène où Terrell tue le scientifique Jedda est filmée en deux temps. Dans un premier temps, Winfield et les acteurs se mettent à jouer devant une plaque de fond. Dans un second, l'acteur John Vargas fait semblant d'être touché par un tir de phaser sur fond vert. Enfin, les deux prises sont superposées et le plan de Vargas est petit à petit dissout afin de donner l'illusion qu'il s'évapore dans les airs:1034.
Les parasites de Ceti sont créés par Ken Ralston, créateur d'extraterrestres sur Le Retour du Jedi. Une partie d'entre eux est créée à l'échelle réelle et tirée par des fils afin de rentrer dans les oreilles des acteurs. Une variation assez gore dans laquelle les oreilles se mettaient à saigner est tournée. Il existe aussi un plan dans lequel le ver, recréé sur une échelle plus grande, entre dans une reproduction géante de l'oreille de Walter Koenig. Celui-ci est supprimé à la suite de retours négatifs durant les projections test.
Des effets d'optique sont produits par Peter Kuran et sa boite de production Visual Concept Engineering (VCE). Celui-ci venait de travailler sur L'Empire contre-attaque et est embauché pour produire les effets de tirs de phaser, des réacteurs de l'Enterprise, des visuels sur Ceti Alpha V ainsi que des effets de téléportation. L'idée est de changer de l'effet de freeze frame issu de la série originale pour un effet plus progressif dans lequel les discussions continueraient pendant la téléportation. Toutefois, l'idée est rejetée pour éviter de paraître confuse.
Star Trek 2 : La Colère de Khan est l'un des premiers films de science fiction à recourir aux images de synthèse. Celles-ci sont utilisées pour les scènes dans lesquelles les vaisseaux naviguent entre les étoiles. Leur placement est créé à partir d'une vraie carte du ciel,. Cette disposition est utilisée durant la scène d'ouverture du film. Des images sont aussi utilisées afin de créer les graphiques et les diverses indications se trouvant sur les écrans du pont de l'Enterprise et dans le simulateur:1034.
C'est ILM qui s'occupe de la séquence durant laquelle la végétation se met à apparaître en accéléré sur une planète déserte,. À l'origine, on devait voir juste l'effet du programme Genesis sur un caillou qui se transformait en fleur, mais Veilleux insiste pour que le visuel montre une planète se transformant totalement. La Paramount donne le feu vert à cette séquence, qui est produite à partir de la technique des images fractales qui venait d'être mise au point. Les animateurs de cette séquence sont connus pour avoir quitté quelques années plus tard Lucasfilm pour monter Pixar. La coûteuse séquence sera réutilisée dans les films Star Trek 3 : À la recherche de Spock, Star Trek 4 : Retour sur Terre et dans un jeu vidéo d'arcade nommé Astron Belt.

### Musique
Bandes originales de Star Trek
Star Trek, le film
(1980) Star Trek 3 : À la recherche de Spock
(1984)
Le compositeur Jerry Goldsmith, qui a travaillé sur Star Trek, le film, n'est pas conservé en raison d'un salaire trop élevé, le studio voulant baisser les dépenses après un premier film trop coûteux. Miklós Rózsa, qui a travaillé avec Nicholas Meyer pour C'était demain, est envisagé mais lui aussi coûtait trop cher.
Le vice-président du département musique de la Paramount, Joel Sill, se penche alors sur le travail d'un jeune compositeur de 28 ans, James Horner, après avoir été séduit par ses démos. James Horner est présenté à Bennett, Meyer et Salin. Ceux-ci lui disent explicitement qu'ils souhaitaient une bande originale qui ne ressemble pas à celle du film précédent et qui tranche avec ce que faisait à l'époque John Williams. Impressionnés par ses précédentes compositions pour le film Wolfen, ils souhaitaient une approche plus moderne. James Horner commence à travailler la musique du film vers la mi-janvier 1982.
Gardant l'idée de la thématique navale, Nicholas Meyer souhaite une musique qui évoque des films de pirates et de cape et d'épée. James Horner explique que celui-ci était un amateur de musique classique et assez compétent pour décrire ce qu'il souhaitait. Il est demandé à Horner de ne pas utiliser la musique de Jerry Goldsmith, celui-ci reprend le thème écrit par Alexander Courage pour la série télévisée. Certains thèmes de la série sont réutilisés dans les scènes se déroulant à bord de la station Regula.
Le leitmotiv de Khan est écrit de sorte à lui donner un aspect percussif qui met en lumière sa folie. Il écrit aussi la musique afin de mettre en valeur la relation qu'entretient Kirk et Spock. Le thème du film est celui de Kirk avec des renvois au leitmotiv de l'Enterprise, tandis que celui de Spock souligne la profondeur du personnage:5. Il y a aussi une différence entre le thème de Khan qui est principalement joué au cor français tandis que les héros ont des mélodies assez longues et traînantes:9.
Écrite en quatre semaines, la partition de James Horner dure 72 minutes et est enregistrée par un orchestre de 91 musiciens. Les séances d'enregistrement se déroulent du 12 au 15 avril 1982 dans les Warner Bros. Studios de Burbank. D'autres sessions ont lieu le 30 avril pour enregistrer la séquence de la bataille de la nébuleuse et le 3 mai pour la musique du nouvel épilogue:10. James Horner va même utiliser un synthétiseur pour des effets secondaires. Il s'agit d'un des premiers films avec E.T., l'extra-terrestre et The Thing à utiliser cet instrument en complément d'un orchestre classique. Par la suite, James Horner sera engagé pour composer la musique du film suivant, Star Trek 3 : À la recherche de Spock.
Liste des titres
1. Main Title - 3:03
2. Surprise Attack - 5:06
3. Spock - 1:10
4. Kirk's Explosive Reply - 4:02
5. Khan's Pets - 4 min 18
6. Enterprise Clears Moorings - 3:32
7. Battle in the Mutara Nebula - 8:08
8. Genesis Countdown - 6:36
9. Epilogue/End Title - 8:40

## Accueil

### Sortie
La Colère de Khan sort le 4 juin 1982 dans 1621 salles de cinéma à travers les États-Unis. Il engrange un profit de 14 347 221 dollars le week-end de sa sortie, ce qui constitue à l'époque un record. Le film fit un profit final de 78 millions de dollars aux États-Unis et  devint le sixième film le plus rentable de l'année 1982. Avec 97 millions de recettes à l'international, le film fera moins de recette que Star Trek : le film mais apportera un profit plus important, car ayant coûté moins cher à produire.
| Pays / Région | Recettes        | Nombre de semaines | Classement TLT | Source          |
| ------------- | --------------- | ------------------ | -------------- | --------------- |
| Paris         | 67 948 entrées  | -                  | -              | JP box-office   |
| France        | 205 017 entrées | -                  | -              | JP box-office   |
| États-Unis    | 78 912 963 $US  | 10                 | -              | Box Office Mojo |
| Mondial       | 97 012 963 $US  |                    | -              | JP box-office   |

### Adaptation à l'écrit
La novélisation du film par Vonda N. McIntyre reste plus de trois semaines dans la liste des bestsellers du New York Times. Contrairement au film précédent, La Colère de Khan ne fut pas promue par une ligne de jouets, et il faudra attendre les années 1990 pour que la société Playmates Toys décide de créer des figurines à l'effigie de Khan et de Saavik. En 2007, Art Asylum a créé un set complet de figurines afin de marquer le 25e anniversaire du film. En 2009, une adaptation du film en bande dessinée est sortie chez IDW Publishing et une version étendue de la bande originale est sortie chez Film Score Monthly.

### Accueil critique
L'accueil critique est globalement positif. Sur l'agrégateur américain Rotten Tomatoes, il récolte 87% d'opinions favorables pour 54 critiques et une note moyenne de 8,06⁄10. Sur Metacritic, il obtient une note moyenne de 67⁄100 pour 18 critiques. Après l'accueil tiède des fans au premier film, la réponse à "La Colère de Khan" fut bien plus positive, le succès du film ayant participé au regain d'intérêt connu pour la franchise.
Mark Bernardin d'Entertainment Weekly décrit le film comme « celui qui a sauvé le Star Trek tel que nous le connaissons ». Pauline Kael de The New Yorker le décrit comme un « divertissement merveilleusement idiot »,. Gene Siskel note le film 3,5⁄4 estimant que le film est le "vainqueur absolu, rempli de personnages intéressants, aux relations attachantes, dans un film futuriste qui arrive à rendre de manière délicieusement désuète le sens de la majesté auquel ses personnages et son histoire a droit".
Les critiques de The New York Times et The Washington Post soulignent que ce second film est meilleur que le premier mais aussi plus proche de la série originale,. Janet Maslin du New York Times trouve que le film possède une histoire bien plus solide que Star Trek : le film et que cette suite possède tout ce que le premier film aurait dû avoir. La critique de Variety trouve également qu'il est plus proche de l'esprit de la série que le film précédent. Les interactions entre les protagonistes sont couramment citées comme étant la force du film, de même que l'incarnation de Khan par Montalbán.
En 2016, Playboy positionne le film à la 4e place du classement des 15 suites meilleures que le premier film. Popular Mechanics classe quant à lui la mort de Spock comme la 10e meilleure scène de science-fiction.
Roger Ebert du Chicago Sun-Times et Derek Adams du Time Out ont toutefois des réticences sur le film, trouvant les scènes de bataille spatiale un peu tièdes et estimant que le film s'oriente trop vers le mélodrame,. Si Ebert trouve que la mort de Spock est dramatique et bien réalisée,, Gary Arnold du Washington Post estime qu'il s'agit d'un retournement de situation inutile et qui ne sert qu'à mettre en place une autre suite. D'autres critiques négatives pointent du doigt le jeu des acteurs,, et le magazine Empire trouve rétrospectivement que les "coiffures" et les "tenues de Père Noël" font que le film vieillit mal.

### Réédition
La Paramount sort La Colère de Khan sur des videodisques CED en 1982 et sur VHS et Betamax en 1983. Vendue à l'époque 39,95 $, la version VHS a cassé les prix des films (ceux-ci se situant aux alentours des 80 $). Il s'en est écoulé plus de 120 000 copies, faisant de la VHS la plus vendue de l'année,.
Le film ressort en DVD en 2000 dans une édition ne contenant aucun bonus. Ricardo Montalbán pousse les fans du film à demander une nouvelle édition. Celle-ci sort en 2002 en deux DVD et contient une version Director's Edition. Cette édition est pourvue d'une image remasterisée, d'une bande-son 5.1 Dolby surround sound, d'interviews de l'équipe, de commentaires audios, de storyboards et de la bande annonce du film. Nicholas Meyer explique que s'il n'avait pas au premier abord jugé cette version "director's cut" nécessaire, il a pu rajouter des éléments supprimés par la production lors de la sortie cinéma.
Une version du film remasterisée en 1080p est distribuée en Blu-ray en mai 2009 afin de correspondre à la sortie du film Star Trek de J. J. Abrams. En plus d'une remasterisation du son, le film contient les commentaires audio de Nicholas Meyer et de Manny Coto, le showrunner de  Star Trek: Enterprise. Une version "Director's Edition" contenant le montage de 2002 est éditée en Blu-ray le 7 juin 2016.

## Distinctions

### Récompenses
- Saturn Awards 1983 : meilleur acteur pour William Shatner, meilleur réalisateur pour Nicholas Meyer[89].

### Nominations
- Saturn Awards 1983 : meilleur film de science-fiction, meilleurs costumes, meilleur maquillage, meilleur acteur dans un second rôle pour Walter Koenig, meilleure actrice dans un second rôle pour Kirstie Alley, meilleur scénario[89]
- Prix Hugo 1983 : meilleur film dramatique
- Saturn Awards 2003 : meilleure édition spéciale DVD d'un classique[89]

## Autour du film

### Postérité
Le succès de ce deuxième opus influence le reste de la franchise. Le titre proposé par Nicholas Meyer, The Undiscovered Country, est utilisé pour Star Trek 6 : Terre inconnue. Le réalisateur Bryan Singer cite le film comme une influence pour X-Men 2 et son projet de suite abandonné pour Superman Returns. C'est aussi l'un des films préférés de J. J. Abrams, du producteur Damon Lindelof et des scénaristes Roberto Orci et Alex Kurtzman, tous faisant partie de l'équipe créative du reboot Star Trek,,. La suite de ce reboot, toujours réalisée par J. J. Abrams, Star Trek Into Darkness, s'inspire de La Colère de Khan et voit même le retour de Khan Noonien Singh,,.

### Thématiques
Le film utilise des thèmes récurrents autour de la mort et du temps qui passe. Lors de l'écriture, Meyer voulait faire un lien entre la mort de Spock et l'âge des personnages : "Cela n'aura été pas seulement une histoire dans lequel Spock meurt mais une histoire autour de la vieillesse et de l'amitié qui dure avec le temps qui passe". Il y a aussi une thématique autour de la mort et de la résurrection autour du fait que la mort de Spock coïncide avec l'apparition de la végétation sur la planète déserte.
Meyer rajouta des éléments pour renforcer le vieillissement des personnages, comme le fait que McCoy lui offre une paire de lunettes. À l'origine, le script devait expliquer que Kirk allait sur ses 49 ans, ce qui ne plaisait pas vraiment à William Shatner, qui expliquait qu'il pouvait très bien jouer une version de Kirk dans la fleur de l'âge si l'on appliquait un peu de maquillage. Harve Bennett argumenta auprès de Shatner sur le fait que cela le ferait ressembler à Spencer Tracy, sans savoir que Shatner avait travaillé auparavant en 1961 sur Jugement à Nuremberg et que Shatner l'idolâtrait depuis. Meyer voulait aussi faire un parallèle avec le personnage de Sherlock Holmes qui n'arrive pas à avancer en l'absence de stimuli : pour Holmes les enquêtes, pour Kirk les voyages spatiaux.
Un autre thème central est la vengeance, notamment celle de Khan envers Kirk, et le film emprunte énormément au Moby-Dick de Herman Melville. Pour rendre le parallèle plus visible, Meyer rajoutera une copie de Moby Dick dans les affaires de Khan et celui-ci paraphrase le capitaine Achab au cours du film.